# Berngau
Berngau település Németországban, azon belül Bajorországban. Lakosainak száma 2627 fő (2023. december 31.). Berngau Neumarkt in der Oberpfalz és Sengenthal községekkel határos.

## Népesség
A település népessége az elmúlt években az alábbi módon változott:
| Lakosok száma | 725  | 908  | 1487 | 1668 | 2508 | 2544 | 2596 | 2605 | 2570 | 2627 |
|               | 1875 | 1950 | 1975 | 1987 | 2012 | 2014 | 2016 | 2017 | 2021 | 2023 |